# Gomphochernes
Gomphochernes es un género de arácnido  del orden Pseudoscorpionida de la familia Chernetidae.

## Especies
Las especies de este género son:
- Gomphochernes communis (Balzan, 1888)
- Gomphochernes depressimanus (With, 1908)
- Gomphochernes perproximus Beier, 1932